# Mandragora officinarum
La mandrágora común (Mandragora officinarum) es una especie de fanerógama del género Mandragora, familia de las solanáceas, que fue usada extensamente en Europa como planta medicinal.

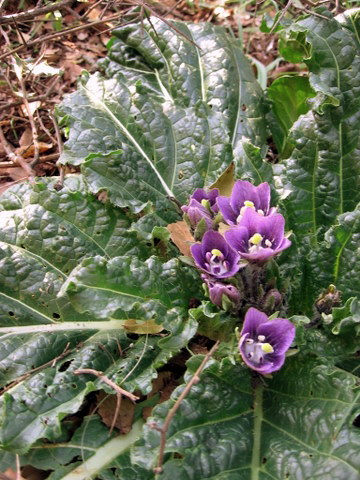
Vista de la planta

## Descripción
Es una planta perenne que alcanza un tamaño de 10 cm por 30 cm. Tiene flores hermafroditas (con órganos masculinos y femeninos) y son polinizadas por insectos. La planta es autofértil.
Las raíces tienen forma de zanahoria, y pueden alcanzar hasta 1,2 metros de largo; a menudo se dividen en dos y sugieren vagamente la figura del cuerpo humano. Las hojas crecen en rosetas y son ovado-oblongas a ovales, arrugadas, de 5 a 40 centímetros de largo. Las inflorescencias se producen en pedúnculos con flores de color blanco-verde o moradas, de casi 5 centímetros de ancho, que producen frutos globulares, de color naranja a rojos, parecido a tomates pequeños. Todas las partes de la planta son venenosas.

## Distribución
La planta crece de forma natural en el sur y centro de Europa y en las tierras alrededor del mar Mediterráneo.
En el Campo de Gibraltar es muy abundante.

## Cultivo
La planta requiere suelos bien drenados que sean ácidos o neutros. Puede crecer en semi-sombra (la luz del bosque) o sin sombra.
Resiste asombrosamente bien el frío, aunque no tanto el calor, sobre todo si recibe sol directo, a diferencia de su pariente, la Mandragora autumnalis. No necesita demasiados cuidados, pero sí mantener un nivel razonable de humedad en la tierra. Si se reseca por falta de agua es muy difícil recuperarla.

## Usos medicinales

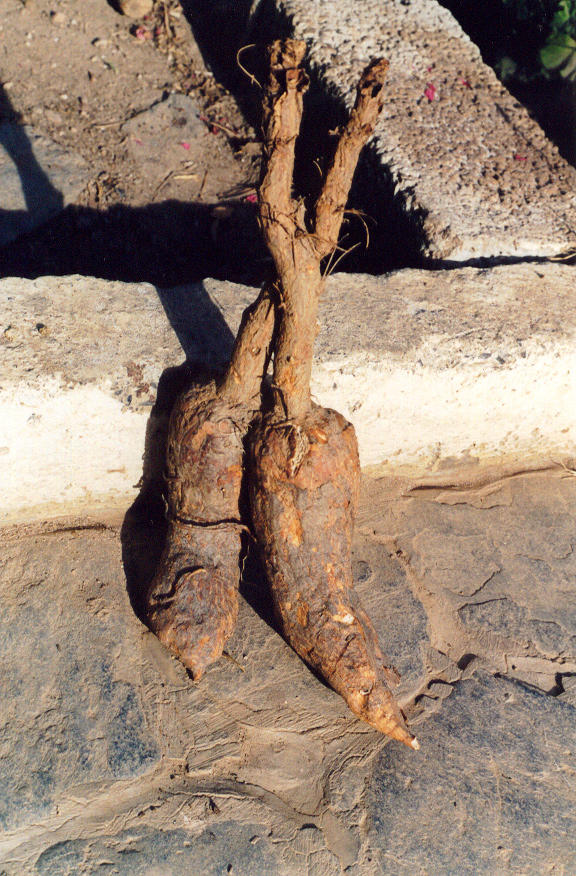
Raíces de mandrágora officinarum

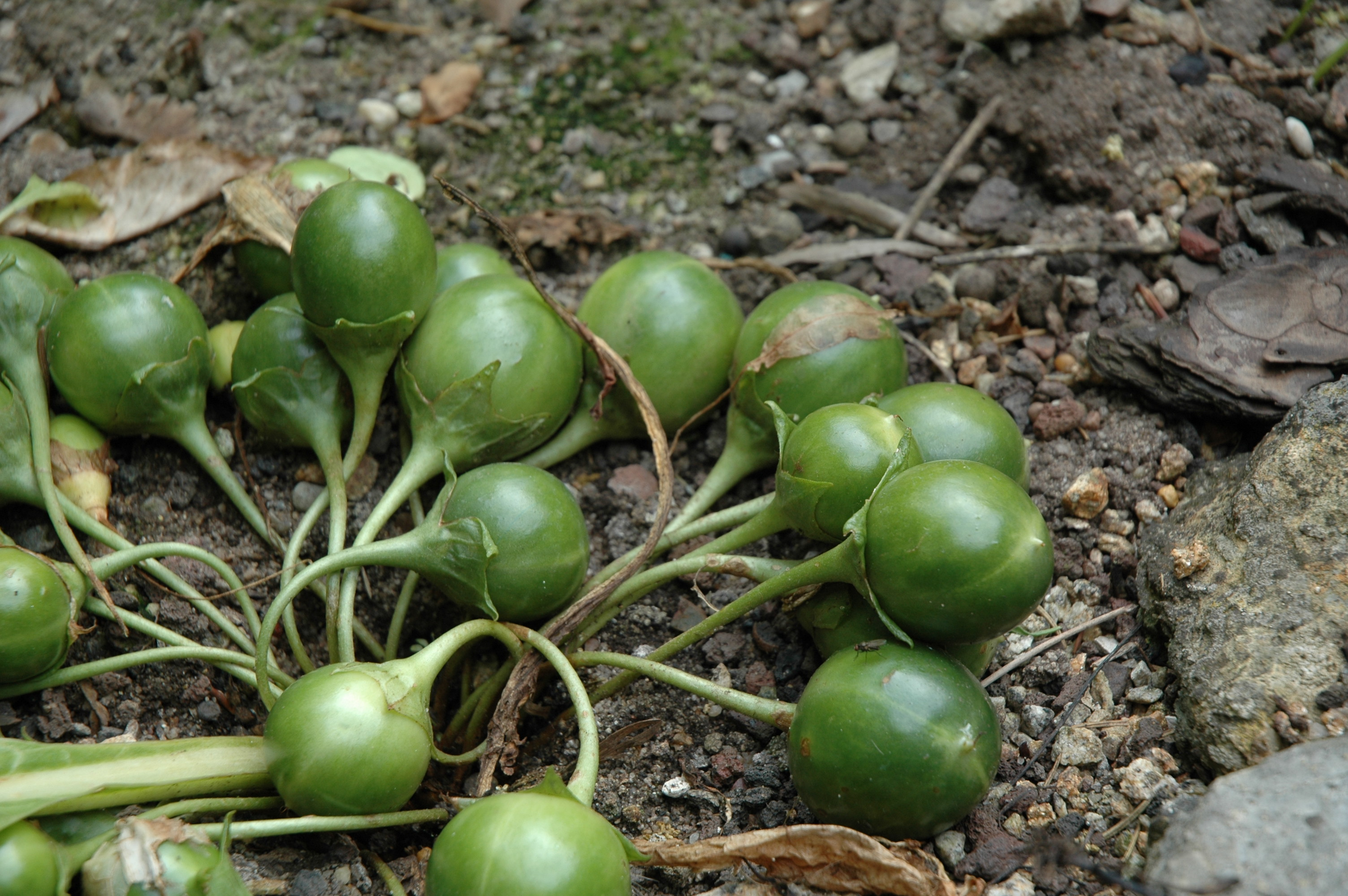
Frutos

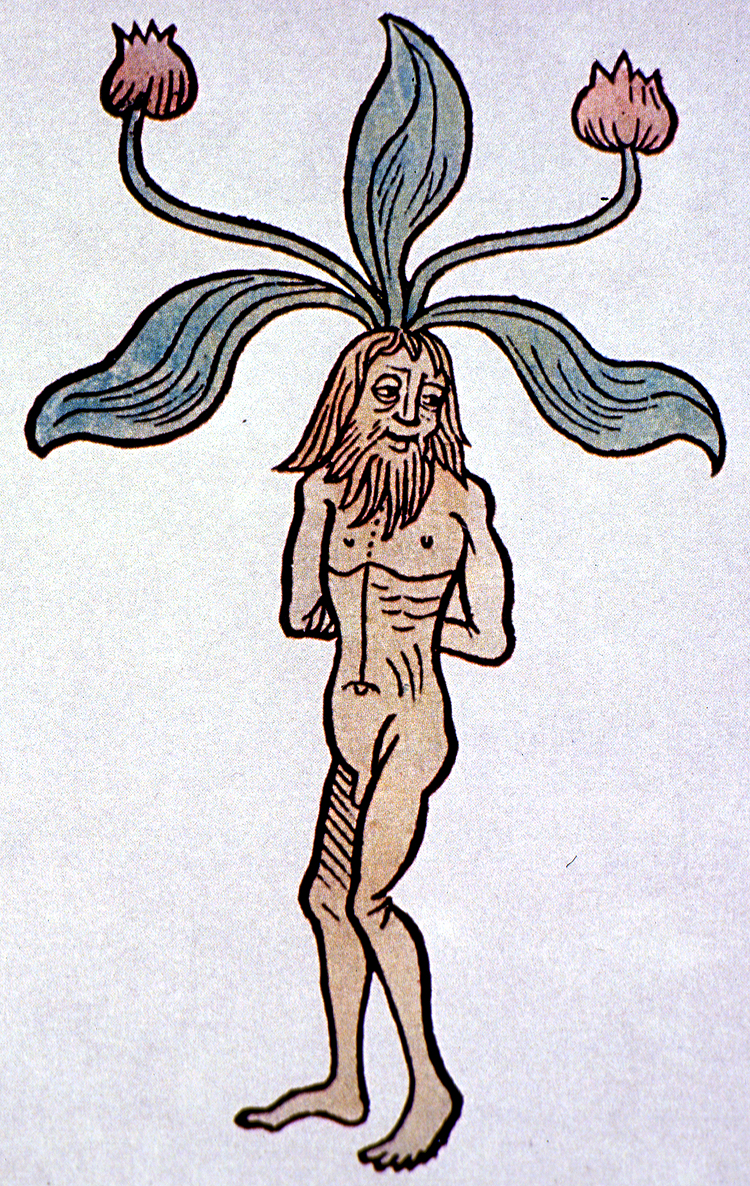
Planta mitológica

Aunque demasiado tóxico para utilizar en casa, los remedios que esta planta tiene son muchos.
Los indios americanos utilizaron la raíz como un laxante fuerte, para tratar gusanos, parásitos y para numerosas otras cosas.
No es la raíz lo que se utiliza sino que es el tallo llamado rizoma: órgano vegetal subterráneo que muchas veces se confunde con la raíz.
La raíz se utiliza actualmente contra el cáncer. La droga etopósido no deriva de la raíz de esta planta, ya que Podophyllum peltatum no tiene nada que ver con la mandrágora.
La Mandragora officinarum tiene una larga historia de uso medicinal, aunque la superstición ha jugado un papel importante en los usos a los que se ha aplicado. Rara vez se prescribe en el moderno herbolario.
La raíz fresca o seca contiene alcaloides altamente venenosos, entre ellos la atropina, hiosciamina, escopolamina, escopina y cuscohigrina. La raíz es alucinógena y narcótica. En cantidades suficientes, induce a un estado de olvido y fue utilizado como un anestésico para la cirugía en la antigüedad. En el pasado, el jugo de la raíz finamente rallado se aplicaba externamente para aliviar dolores reumáticos. También fue utilizado internamente para tratar la depresión melancólica, las convulsiones y las manías. Cuando se toman internamente en grandes dosis, sin embargo, se dice que excita el delirio y la locura.
En el pasado, con la mandrágora se hacían, a menudo, amuletos que se creía que traen buena suerte, curar la esterilidad, etc. En una superstición, se dice que aquellos que tiren hacia arriba de esta raíz serán condenados al infierno y la raíz de mandrágora gritaba, al ser sacada del suelo, matando a todo aquel que la oía. Por lo tanto, en el pasado, las personas ataban las raíces a los cuerpos de animales y luego utilizaban estos animales para tirar de las raíces de la tierra.

## Taxonomía
Mandragora officinarum fue descrita por Linneo y publicado en Species Plantarum 1: 181, en el año 1753.

## Nombres comunes
- berengenilla, mandrágora, uva de moro, vilanera.[6]